# Сандстрём, Ян
Ян Са́ндстрём (швед. Jan Sandström, род. 25 января 1954, Вильхельмина, лен Вестерботтен, Швеция) — шведский композитор.

## Биография и творчество
Учился в  Королевской музыкальной академии в Стокгольме (1978—1984). Сегодня он — один из самых исполняемых в мире шведских композиторов. Особой известностью пользуется его «Мотоциклетный концерт» (1989—1990), написанный для шведского тромбониста-виртуоза Кристиана Линдберга, его премьерой дирижировал Эса-Пекка Салонен.

## Произведения
- Эпитафия для альта и фортепиано (1980)
- Первый концерт для трубы (1987)
- Det är en ros utsprungen, для смешанного хора a cappella (1987)
- «Motorbike concerto», первый концерт для тромбона (1989—1990)
- Bombi Bitt (1991—1992, опера)
- Второй концерт для трубы (1992—1996)
- Второй концерт для тромбона «Дон Кихот» (1994)
- Фортепианный концерт № 1 (1995)
- Te Deum для хора и оркестра (1996)
- Biegga Luohte (Йойк горному ветру), для смешанного хора и соло тенора (1998)
- MacBeth2, опера (1997—1999, по Шекспиру)
- Концерт для кларнета (2000)
- Фортепианный концерт № 2 (2001)
- Описание одной битвы (2002—2003, опера по новелле Ф. Кафки)
- Спокойной ночи, мадам (2004—2005, опера)
- Cantus Adoratorum для хора, перкуссии, органа и струнных (2006)
- Третий концерт для трубы (2007)
- Шведский реквием для солиста, хора и оркестра, на стихи Кристины Фалькенланд (2007)
- Рококо-машина (опера, пост. 2016)